# The Old Maid and the Thief
The Old Maid and the Thief (título original en inglés; en español, La vieja doncella y el ladrón) es una ópera en un acto con música de Gian Carlo Menotti y libreto en inglés del compositor que narra un cuento retorcido de ética y malvado poder femenino. Menotti escribe en el libreto "El diablo no puede hacer lo que una mujer puede - Hacer que un hombre honrado se vuelva ladrón". 
Encargado por la NBC, The Old Maid and the Thief fue una de las primeras óperas compuestas específicamente para representaciones en la radio. Se estrenó en la Radio NBC el 22 de abril de 1939, con Alberto Erede dirigiendo a la Orquesta sinfónica de la NBC para cerrar la temporada de la orquesta 1938-1939.  La obra se recibió con amplio entusiasmo por los críticos musicales estadounidenses. Menotti más tarde adaptó la ópera ligeramente de manera que pudiera representarse sobre el escenario; se produjo por vez primera por la Compañía de Ópera de Filadelfia en la Academia de Música de Filadelfia el 11 de febrero de 1941 en un programa doble con el estreno estadounidense de Spiel oder Ernst? de Emil von Reznicek. 
Esta ópera se representa muy poco; en las estadísticas de Operabase aparece con una sola representación en el período 2005-2010.

## Personajes
| Personaje                                     | Tesitura                 | Reparto del estreno 22 de abril de 1939 (Director: - Alberto Erede) | Reparto del estreno escénico 11 de febrero de 1941 (Director: - Sylvan Levin) |
| --------------------------------------------- | ------------------------ | ------------------------------------------------------------------- | ----------------------------------------------------------------------------- |
| Miss Todd, vieja soltera                      | mezzosoprano o contralto | Mary Hoppel                                                         | Gabrielle Hunt                                                                |
| Bob, vagabundo (o ladrón)                     | barítono                 | Robert Weede                                                        | Robert Gay                                                                    |
| Laetitia, doncella de Miss Todd               | soprano                  | Margaret Daum                                                       | Frances Greer                                                                 |
| Miss Pinkerton, vecina solterona de Miss Todd | soprano                  | Dorothy Sarnoff                                                     | Hilda Morse                                                                   |